# Aini Pehkonen-Bergman
Aini Mirja Pehkonen-Bergman, född Wirta 14 september 1914 i Taipalsaari i Finska Karelen, död 17 augusti 2005 i Tyresö, var en finlandssvensk målare.
Hon var dotter till lantbrukaren Adam Wirta och Ida Maria Suntari och gift första gången med Arthuri Pehkonen och andra gången med Erik Bergman. 
Pehkonen-Bergman studerade konst för Meri Genetz 1932–1933 och för Uno Alanko i Helsingfors 1944 samt på Helsingfors fria konstskola 1947–1948 och under studieresor i Skandinavien. Hon blev svensk medborgare 1946. Separat ställde hon ut i Härkeberga i Uppland och hon medverkade i utställningen på Stora Nyckelviken i Nacka och i Expressens Parissalong. Hennes konst består av expressiva landskapsmålningar utförda i olja.  